# Человек-оркестр

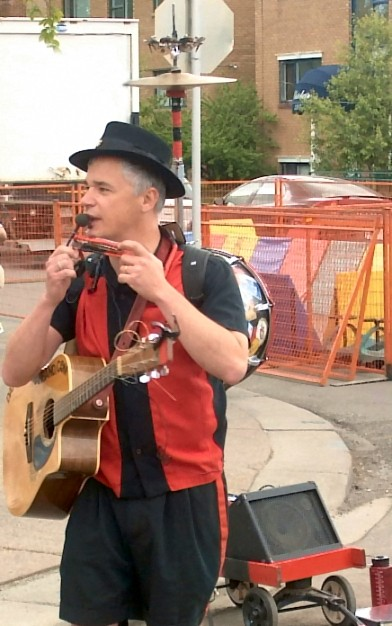
Человек-оркестр во время исполнения на улице в Калгари.

Человек-оркестр — музыкант, который играет на нескольких инструментах одновременно, используя свои руки, ноги, разные механические или электронные приспособления.
В простейших случаях помимо основного аккомпанирующего инструмента в руках у исполнителя (например, акустической гитары), за его спиной находится большой барабан с управляемой педалью колотушкой между ног, а между колен прикреплены тарелки. Также в набор могут входить дополнительные инструменты, включая духовые, бубны и маракасы, струнные (банджо, укулеле или гитара) через плечо, губная гармоника и так далее.
Традиция игры на нескольких музыкальных инструментах одновременно существует на протяжении многих веков. Ещё средневековые музыканты играли на трубе и тамбурине одновременно. В конце XIX — начале XX века блюзовые музыканты широко использовали сочетание гитары и губной гармоники с различными вариациями: Томас Генри по прозвищу «Регтайм Техаса» использовал флейту пана, а Сэмюель Джонс, известный как Stovepipe No. 1 (с англ. — «Печная труба номер один»), играл на настоящей печной трубе, подобно джагу. Добавление ударных инструментов, управляемых с помощью ног, существенно расширило диапазон возможностей музыкантов. Один из самых известных «людей-оркестров» Джесси Фуллер в начале XX века изобрёл басовый струнный инструмент fotdella, на котором можно было играть ногами. Ещё одним примечательным исполнителем второй половины XX века является Джо Баррик, создавший сложный набор инструментов, получивший название piatarbajo, и включавший в себя бас-гитару, малый барабан, банджо и двухгрифовую мандолину.